# أندرياس فاي
أندرياس فاي (بالنرويجية البوكمول: Andreas Faye)‏ هو كاتب وسياسي نرويجي، ولد في 5 أكتوبر 1802 في النرويج، وتوفي في 5 مايو 1869. انتخب عضو برلمان النرويج ‏.